# Kształt Wszechświata
Kształt Wszechświata – jeden z zakresów zainteresowania kosmologii. Kosmologowie i astronomowie rozumieją przez to pojęcie zarówno lokalną geometrię, jak i geometrię całości Wszechświata. Geometria globalna w skrócie zwana jest topologią, chociaż ściśle rzecz biorąc wybiega poza dziedzinę topologii.
Kształt Wszechświata nie odnosi się do zakrzywienia przestrzeni w pobliżu gęstej masy, a rozważane geometrie zakładają raczej równomierny rozkład masy. Dane astronomiczne wskazują, że mimo pewnej niejednorodności i anizotropowości struktury kosmosu w wielkiej skali, cały obserwowalny Wszechświat jest (uśredniając) jednorodny, izotropowy i rozszerza się jednostajnie lub w tym rozszerzaniu przyśpiesza.

## Historia
Nowoczesne rozważania na temat kształtu Wszechświata pojawiły się wraz z pomysłem Karla Schwarzschilda dotyczącym topologii Wszechświata w 1900 roku i z relatywistycznym modelem Wszechświata w pierwszej połowie XX wieku. Model ten od drugiej połowy XX wieku jest znany jako model Wielkiego Wybuchu. W kontekście ogólnej teorii względności, pojęcie przestrzeni jest precyzyjnie reprezentowane jako rozmaitość, w szczególności jako rozmaitość riemmanowska.

## Współrzędne współporuszające się
Współrzędne współporuszające się są potrzebne przy rozważaniu kształtu Wszechświata. Używając współrzędnych współporuszających się, można rozważać Wszechświat tak, jakby był statyczny, mimo faktu, że w rzeczywistości on ekspanduje. To po prostu sposób na odseparowanie kształtu (krzywizny i topologii) od dynamiki (ekspansji).

## Lokalna geometria (krzywizna) i globalna geometria (topologia)

### Lokalna geometria (krzywizna)
Lokalna geometria (krzywizna) przestrzeni jest w pełni reprezentowana przez metrykę Friedmana-Lemaître’a-Robertsona-Walkera.
W dużym uproszczeniu, pytanie o krzywiznę sprowadza się do pytania, czy twierdzenie Pitagorasa jest spełnione czy też nie w danej przestrzeni. Inaczej mówiąc, jest to pytanie o to czy równoległe linie pozostają równo oddalone od pozostałych w danej przestrzeni.
Jeśli twierdzenie Pitagorasa wyrazimy w ten sposób:
{\displaystyle h^{2}=x^{2}+y^{2},}
wówczas przestrzeń płaska (zerowa krzywizna) będzie to taka przestrzeń, dla której powyższe twierdzenie jest spełnione.
W przestrzeniach hiperbolicznej i sferycznej twierdzenie Pitagorasa nie jest spełnione i przyjmuje postać:
- przestrzeń hiperboliczna (ujemna krzywizna) będzie przestrzenią, dla której

{\displaystyle h^{2}>x^{2}+y^{2},}
- przestrzeń sferyczna (dodatnia krzywizna) będzie przestrzenią, dla której

{\displaystyle h^{2}<x^{2}+y^{2}.}
Ograniczając się do dwóch wymiarów, przestrzeń o zerowej krzywiźnie to nieskończona płaszczyzna, natomiast przestrzeń o dodatniej krzywiźnie to sfera.

### Geometria globalna (topologia)
Najprościej mówiąc, jest to pytanie o cechę Wszechświata, która nie musi zależeć od tego, czy twierdzenie Pitagorasa jest w naszym Wszechświecie spełnione, czy też nie.
Poniżej są trzy różne dwuwymiarowe przestrzenie, z których każda jest płaska. We wszystkich z nich twierdzenie Pitagorasa jest prawdziwe. Są to:
- nieskończona, płaska powierzchnia,
- nieskończenie długi cylinder,
- dwuwymiarowy torus, np. cylinder, którego obydwa końce łączą się (są utożsamiane).

Każda z tych przestrzeni globalnie bardzo się różni od pozostałych.
Trzecia jest skończona w dwóch wymiarach (np. powierzchnia jest skończona), jednak nie ma brzegów, zaś twierdzenie Pitagorasa jest spełnione w każdym miejscu tej przestrzeni.
Przy doborze możliwych przestrzeni, opisujących Wszechświat, zwraca się uwagę na spełnianie przez te przestrzenie przyjętego postulatu – zasady kosmologicznej.

## Kształt przestrzeni Wszechświata
Obecny stan wiedzy nie stwierdza jednoznacznie jaki jest lokalny i globalny kształt Wszechświata.
Krzywizna Wszechświata może być określona przez:
- zmierzenie lewej strony równań Einsteina,

{\displaystyle R_{\mu \nu }-{\frac {1}{2}}g_{\mu \nu }R+\Lambda g_{\mu \nu },}
czyli mówiąc prościej – poprzez weryfikację twierdzenia Pitagorasa
lub
- przez zmierzenie prawej strony tych równań,

{\displaystyle {\frac {8\pi }{c^{4}}}GT_{\mu \nu },}
czyli mówiąc prościej – poprzez pomiar gęstości Wszechświata. (Zobacz równanie Einsteina dla definicji parametrów).
Na tej podstawie, od końca lat 90. XX wieku, wiadomo, że lokalny kształt Wszechświata jest w przybliżeniu płaski, podobnie jak Ziemia jest w przybliżeniu lokalnie płaska.
W przeciwieństwie do krzywizny, nie ma jeszcze zgodnego stanowiska co do topologii Wszechświata. Jeśli Wszechświat jest wielospójny i jego rozmiar jest dużo większy niż horyzont cząstek, to według aktualnego stanu wiedzy w fizyce, poznanie topologii Wszechświata nie będzie możliwe.